# Podul de piatră peste Doftana de la Bănești
Podul de piatră de la Bănești a fost un pod rutier boltit, din zidărie de piatră, construit peste râul Doftana, care făcea legătura între orașul Câmpina și comuna Bănești din județul Prahova. Podul era traversat de drumul comunal 4A. Două din cele nouă deschideri ale podului, aflate în albia minoră a râului Doftana, s-au prăbușit complet pe 8 ianuarie 2021, din cauza debitului mare de apă al râului Doftana, cauzat de ploile torențiale.
Podul de la Bănești a fost cel mai lung pod de piatră din România și unul din cele mai vechi poduri de piatră din Muntenia.

## Context
La sfârșitul secolului al XVIII-lea, calea de legătură între Țara Românească și Principatul Transilvaniei era un drum de care greu accesibil, iar traversarea muntelui dura câteva zile. În 1845, în timpul unei vizite la Mănăstirea Sinaia, domnitorul Gheorghe Bibescu a fost neplăcut impresionat de starea proastă a drumului și a decis să impulsioneze modernizarea lui.
În 1846 a fost demarat proiectul de construcție a unei șosele care să conecteze Bucureștiul și Brașovul pe Valea Prahovei, trecând prin Ploiești și Câmpina. Studiile de teren au fost executate în 1846, iar șoseluirea a fost începută în unele puncte chiar din 1847. Lucrările au fost pornite mai întâi în partea montană, dar au fost întrerupte din cauza evenimentelor de la 1848, când la Azuga și Predeal s-au dat lupte între revoluționarii maghiari și trupele imperiale austriece, sprijinite de întăriri trimise de Imperiul Rus. Porțiuni ale vechii căi de comunicație peste munte, și așa greu de străbătut, au fost apoi distruse în timpul retragerii armatei ruse.
În memoriile sale, ofițerul austriac Alfons von Wimpffen descrie marșul executat de brigada Burlo în 1854, pe Valea Prahovei, către Câmpina și București:
Marșul brigăzii Burlo a fost stânjenit de proasta stare a comunicațiilor în valea Prahovei. [...] Așa că transportul trăsurilor fu foarte greu și nu se putu face decât cu ajutor de boi; cavaleria fu nevoită, pe lungi distanțe, să țină caii cu mâna, iar infanteria, nefiind în stare să umble prin grohotișuri și prin albia râului, apucă pe poteci obositoare, pe înălțimi. Totuși, coloanele brigăzii Burlo, fără să lase în urmă aproape nici un bolnav, ajunseră după trei zile la orășelul Câmpina, la ieșirea din defileuri.
Lucrările de construcție a șoselei între Breaza de Sus și Predeal au fost accelerate între 1854 și 1857, în timpul ocupației austriece a Țării Românești, ocupantul având interesul de a realiza o legătură între aceasta și Principatul Transilvaniei. Execuția acestei secțiuni de drum a fost terminată în anul 1860.

## Istoric

### Proiectare și construcție
Pentru a completa șoseaua până la București, pe 15 decembrie 1860, în timpul domniei lui Alexandru Ioan Cuza, Consiliul Direcției Lucrărilor Publice a publicat un anunț de participare la licitație pentru modernizarea secțiunii Ploiești–Bănești–Slobozia–Câmpina–Câmpinița–Podu Vadului, în lungime de 34,946 km. Pe 27 martie 1861 a fost semnat un contract de execuție a lucrărilor cu antreprenorul câștigător al licitației, pentru o sumă totală de 779.969 lei. Această secțiune de drum cuprindea și un pod de 181 de metri peste râul Prahova, precum și unul peste râul Doftana.
Proiectul podului peste Doftana a fost întocmit în 1859, în urma ordinului nr. 623 al Direcției Lucrărilor Publice din cadrul Ministerului Trebilor din Lăuntru, de către Petrache Peretz, inginerul șef al Ocolului II. Documentația stabilea modul cum se urmau să se execute trasarea, fundarea, cofrarea, lucrările de zidărie și umpluturi, și impunea condiții clare pentru diferitele etape de aprovizionare cu materiale sau de execuție, spre exemplu:
Marcarea să fie realizată „prin țăruși înconjurați de pietre zidite și așezate astfel încît să serve de verificație în tot cursul lucrării la orice măsurătoare a deosebitelor părți a podului”.
Fundarea pilelor să fie făcută „pe colț de piatră sau pămînt tare și sănătos”. După „sondări în prezența inginerului, dovedindu-se că stratul de piatră sau pămîntul tare s'află la adîncime mai mare de un stînjen și cinci palme de fundul apei, antreprenorul se îndatorează a așeza zidăria temeliei pe taraci” (piloți de fundare din lemn).
Proiectul impunea felul cum trebuia făcută aprovizionarea și depozitarea materialelor de zidărie, iar calitatea și dimensiunile acestora trebuiau să fie verificate la fiecare pas de inginerul desemnat să supravegheze lucrarea. Toate etapele importante, de la trasare și până la execuție, urmau să se execute doar în prezența inginerului.

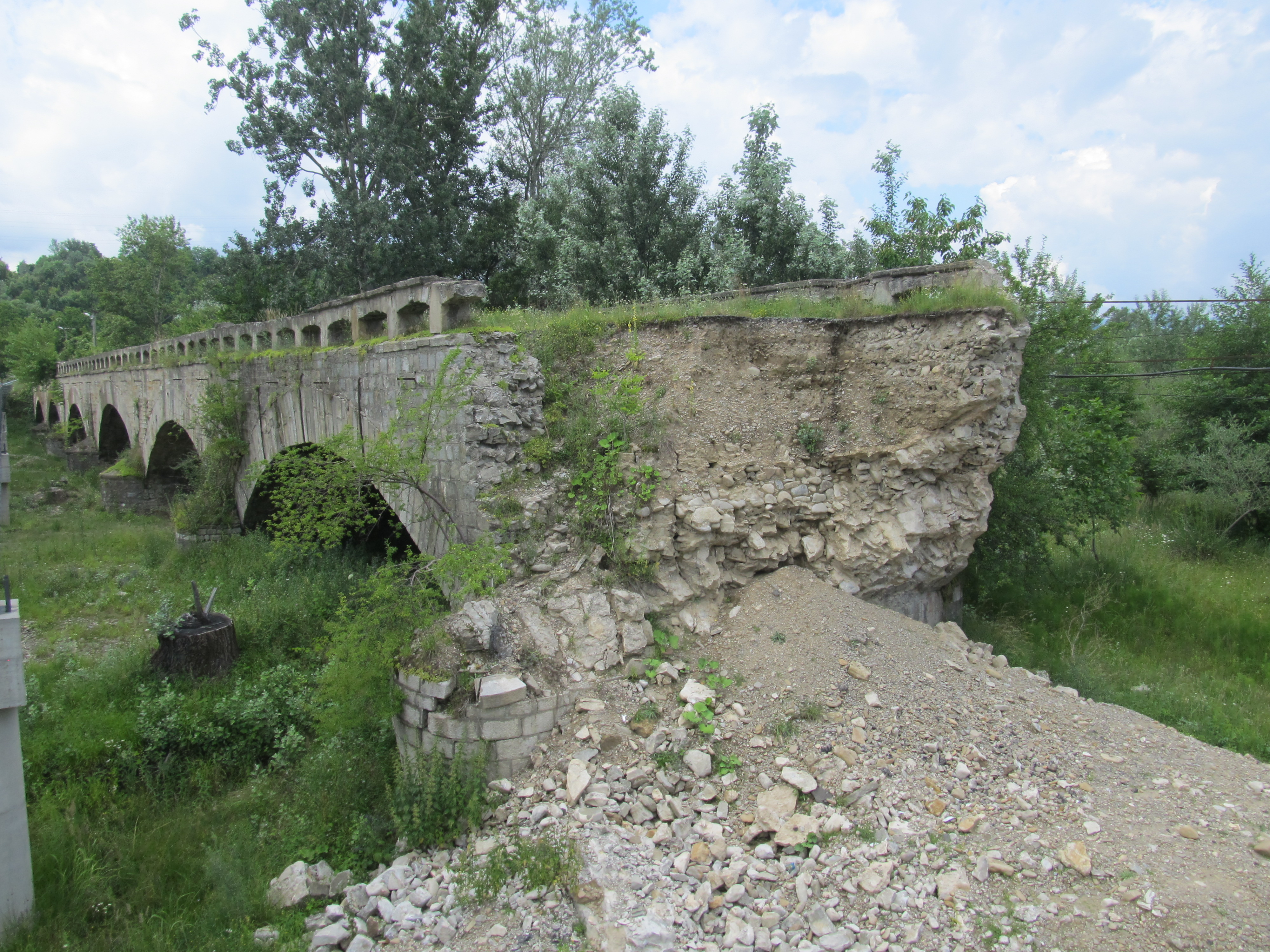
Detalii ale bolților, pilelor, zidăriei de piatră și umpluturilor. La partea superioară se observă parapetul greu cu bolțișoare.

Lucrările la pod au demarat în aprilie 1861, iar pe 20 aprilie 1862 erau deja executate pilele și culeele. Podul era proiectat a avea „o lungime de 77,4 stânjeni” (circa 152 de metri, după unele surse; după alte surse 162 de metri sau 170 de metri), „cu nouă arcade” (bolți), și a fost executat în întregime din zidărie de piatră. Timpanele au fost și ele realizate din moloane de piatră, având la partea superioară un parapet greu cu bolțișoare, confecționat din zidărie de piatră naturală. Cele nouă deschideri măsurau aproximativ 15 m fiecare, iar partea carosabilă 7,00 m lățime. Podul nu era prevăzut cu trotuare.
În urma unor ploi torențiale care au căzut între 24 și 26 aprilie, apele râului Doftana au crescut îngrijorător, ajungând până la nivelul nașterii bolților, adică până la planul pe care începeau cele 9 bolți. Pentru a se evita situații similare în viitor, inginerul șef Petrache Peretz a propus ridicarea pilelor cu încă 0,2 stânjeni (circa 0,3 m) peste nivelul proiectat. Pentru executarea acestei modificări a fost nevoie de aprobarea Consiliului Tehnic Superior, care a fost obținută pe 7 mai 1862, fiind semnată de inginerii Panait Donici și Constantin Aninoșeanu și de arhitectul Petre Tabai. 
Un an mai târziu, în aprilie 1862, fuseseră realizate patru dintre tiparele bolților podului, iar la sfârșitul lunii iunie fuseseră executate cele patru bolți, însă pe 26 iunie 1862, după scoaterea a două din tipare, s-a constatat că piatra de fațadă crăpase pe o lungime de 2 metri. Deoarece antreprenorul a refuzat să efectueze reparațiile solicitate de inginerul Peretz, acesta a sesizat Consiliul Tehnic Superior, care l-a însărcinat pe inginerul Ștefan Lespezeanu cu efectuarea unei anchete la fața locului. Lespezeanu a întocmit un raport pe care l-a înaintat Consiliului Tehnic pe 15 iulie 1862, în care menționa că, din cele patru bolți de sub care s-au scos tiparele, „una a căzut, iar două s-au diformat, făcîndu-se mai multe crăpături de la naștere spre chee, [...] iar o boltă este solidă și merită a fi primită”, concluzionând că principalul motiv este „proasta lucrare”.
Consiliul Tehnic Superior a dispus dărâmarea bolților cu defecte, însă antreprenorul nu a respectat decizia, așa că la Bănești a fost trimisă o nouă comisie, alcătuită din Constantin Aninoșeanu și Edmond Bonnet, la acea vreme inspector general clasa I. Comisia a înaintat un raport pe 9 septembrie 1862, prin care constata „puțina îngrijire cu care e zidit corpul celor trei bolți” și faptul că deformările acestora se datorau confecționării necorespunzătoare a tiparelor. În concluzie, comisia a dispus reconstruirea celor trei bolți. Pe 2 octombrie 1862, antreprenorul a terminat refacerea celor două bolți fisurate, însă a adresat o petiție domnitorului Alexandru Ioan Cuza, rugându-l să oprească dărâmarea celei de-a treia bolți, deoarece „a dat probă de completă soliditate prin trecerea de obștească comunicație pe dînsa în timp de nouă luni de zile de cînd este gata”. Domnitorul a solicitat opinia Ministerului Lucrărilor Publice, care l-a trimis pe inginerul Panait Donici să inspecteze din nou bolta respectivă. Acesta a dispus încărcarea bolții „cu o greutate de 30.000 ocale” (aproximativ 40 de tone) și a constatat că „nu s-a putut vedea nici cel mai mic indiciu de instabilitate”, propunând din acest motiv ministerului ca cea de-a treia boltă să nu mai fie dărâmată. Conform lui Nicolae Noica, verificarea de către inginerul Donici prin încărcarea bolții cu o greutate suplimentară a constituit „prima încercare in situ (la scară naturală) a unui pod de piatră în România”.
Podul a intrat în patrimoniul public al orașului Câmpina în anul 1874.

### Exploatare și degradare

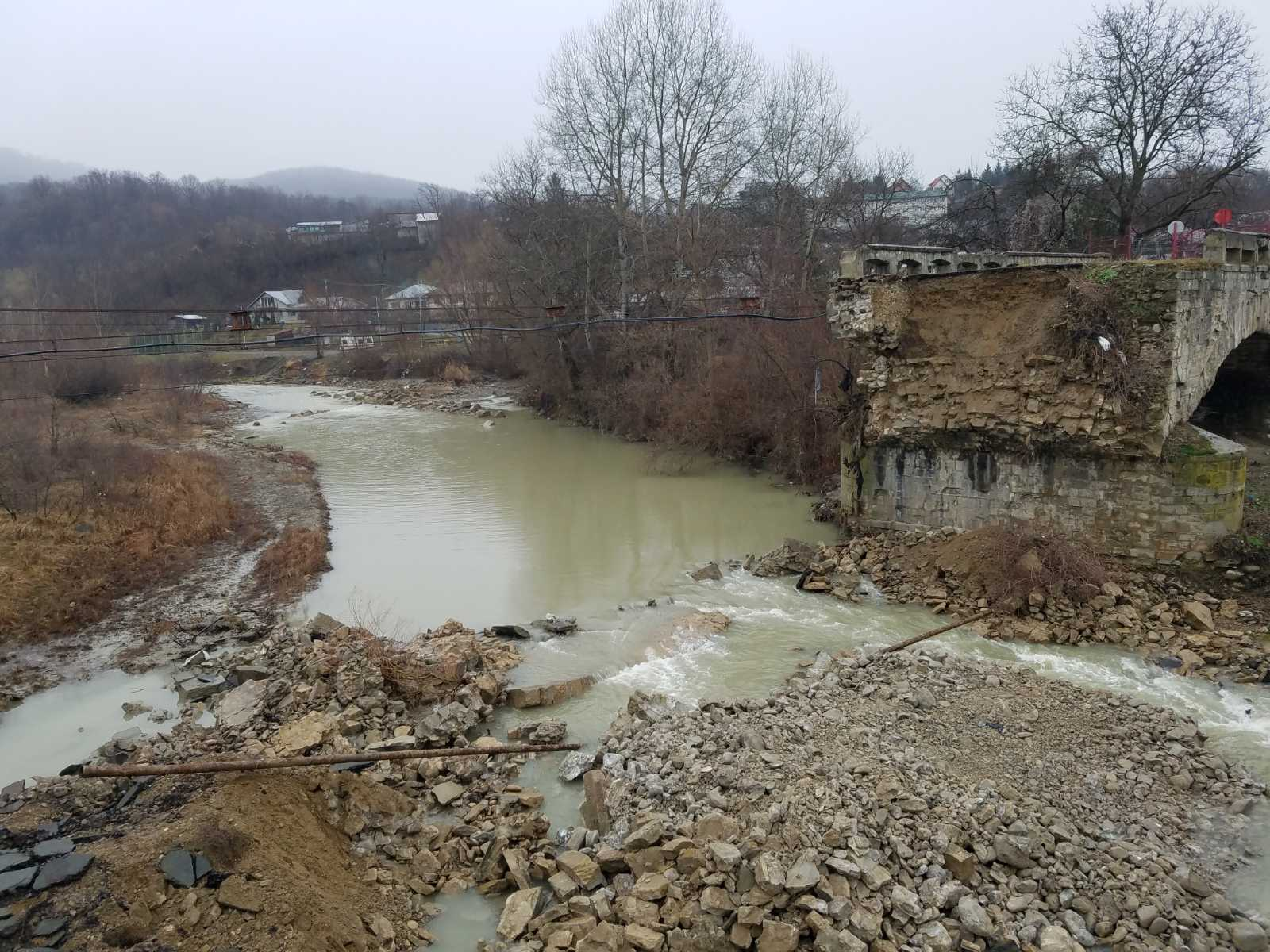
Ruinele podului în apa Doftanei.

Podul de la Bănești a fost folosit și în deceniile următoare pentru tranzitul între Ploiești și Valea Prahovei. Șoseaua apare pe harta 1:200000 a căilor de comunicație din județul Prahova, publicată în 1914 de Ministerul Lucrărilor Publice. Traseul său traversa centrul localității Bănești, podul de piatră peste Doftana și centrul localității Câmpina. În anul 1965, secția de drumuri a institutului de proiectare IPTANA a elaborat un studiu tehnico-economic pentru construirea unei variante de drum nou, care să elimine inconvenientele de traversare a orașului Câmpina. Această variantă, în lungime de 17 km, a fost dată în folosință în 1969 și a făcut posibilă circulația rutieră în zona Câmpina–Comarnic fără traversarea podului de la Bănești și tranzitarea orașului Câmpina. Noua secțiune de șosea apare figurată cu linie punctată pe o hartă topografică militară sovietică la scara 1:100000, întocmită în 1972. Podul nu a fost abandonat, ci a continuat a fi folosit de traficul local.
În timp însă, din cauza lipsei totale de întreținere, podul a devenit nesigur și a fost închis circulației rutiere. Au apărut crăpături longitudinale în lungul căii aval și degradări ale timpanelor, zidăriei de piatră la intradosul bolților, la elevații și la fundațiile pilelor. Infiltrațiile și fenomenul de îngheț-dezgheț au favorizat apariția unor crăpături longitudinale la interiorul timpanelor, iar pe 16 aprilie 2014 s-a produs o prăbușire parțială a bolților, ceea ce a obligat primăria Bănești să interzică inclusiv circulația pietonală și să blocheze accesul cu un gard. Suplimentar, în timp s-a înregistrat o eroziune de mal care a afectat rambleul de racordare la culeea 2 a podului.
În lunile noiembrie și decembrie 2014, Consiliul Local al municipiului Câmpina a adoptat o serie de hotărâri prin care a decis trecerea podului din domeniul public în domeniul privat al orașului, „în vederea casării și valorificării acestuia”. Hotărârile mai stabileau asocierea municipiului Câmpina cu Consiliul Județean Prahova și comuna Bănești pentru realizarea unui nou pod rutier peste Doftana, prevăzut cu două benzi, care urma a fi construit pe amplasamentul vechiului pod de piatră. Hotărârea nr. 147 din 3 decembrie 2014 prevedea explicit că „demolarea podului existent se va face după casarea acestuia”.
Pe 26 ianuarie 2016, o comisie pentru evaluarea efectelor provocate de ploile torențiale, alcătuită din reprezentanți ai Inspectoratului pentru Situații de Urgență, Consiliului Județean Prahova, Sistemului de Gospodărire a Apelor Prahova și ai autorităților locale, a întocmit un proces verbal de constatare și măsuri. În acesta se atrăgea atenția că:
Starea tehnică actuală a podului existent este gravă, deoarece prezintă risc iminent de prăbușire în toate deschiderile, dar cu precădere în deschiderile D7 și D8, unde deja s-au produs prăbușiri ale timpanelor și ale părții aval a zidăriei bolților, iar pila P7 este distrusă la bază.

### Prăbușire
Deschiderile podului din albia minoră a râului Doftana s-au prăbușit complet pe 8 ianuarie 2021, în jurul orei 11:00, din cauza debitului crescut al apelor, cauzat de ploile torențiale. O localnică, fost cadru didactic, a consemnat că „s-a auzit o bubuitură foarte mare, ca de cutremur”. Aceeași localnică, dar și membri ai „Re:Rise - Asociația pentru Reducerea Riscului Seismic”, consideră că debitul crescut a fost rezultatul deversărilor controlate de la Barajul Paltinu din amonte.

## Pasarela pietonală

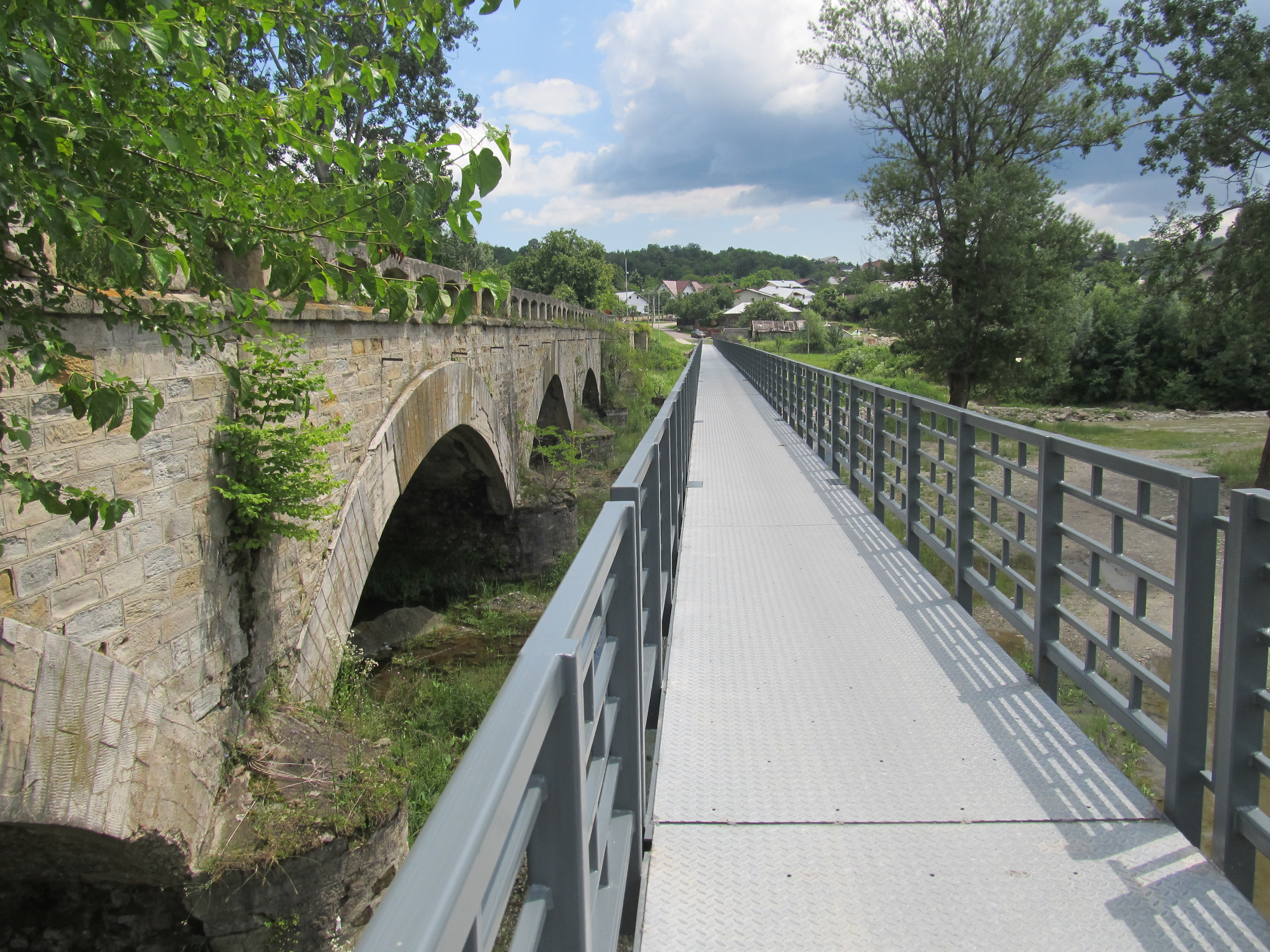
Pasarela pietonală și vechiul pod.

Prin Hotărârea nr. 139 din 27 noiembrie 2014, Consiliul Local Câmpina a aprobat „asocierea orașului cu Consiliul Județean și comuna Bănești pentru realizarea obiectivului « Documentație și construcție pod peste râul Doftana »”. Valoarea totală a investiției era estimată la 2.789.510 lei fără TVA, din care 2.399.460 lei fără TVA valoarea lucrărilor de construcții-montaj. Câmpina ar fi urmat să contribuie „cu suma totală de 200.000 lei” deoarece, conform lui Horia Tiseanu, primarul de la acea vreme al orașului, „nu e neapărat interesul nostru să îl reabilităm, ci mai mult al băneștenilor care vin să lucreze în Câmpina și o iau pe acolo pe jos sau cu bicicleta”. Conform aceluiași Tiseanu, vechiul pod, deși de o vechime considerabilă, nu era încadrat în categoria monumentelor istorice sau artistice, așa că urma a fi dărâmat complet, iar noul pod construit pe amplasamentul său. Acesta urma a avea două benzi, câte una pentru fiecare sens de mers.
Prin Hotărârea nr. 87 din 28 septembrie 2015, Consiliul Local al comunei Bănești a alocat o sumă de 200.000 de lei pentru proiectul „Documentație și execuție pod peste râul Doftana”. Prin Hotărârea nr. 14 din 3 februarie 2016, același consiliu local a aprobat bugetele multianuale pe următorii trei ani, stabilind alocarea următoarelor sume pentru proiectarea și execuția noului pod: 100.000 de lei în 2017, 500.000 de lei în 2018 și 500.000 de lei în 2019. Pe 27 decembrie 2016, prin Hotărârea nr. 131, suma prevăzută pentru 2016 a fost rectificată pozitiv cu 8.700 de lei.
Lucrarea nu a mai fost scoasă la licitație, iar în 2017 s-a format o nouă asociere între cele trei entități administrativ-teritoriale. Prin Hotărârea nr. 18 din 23 februarie 2017, Consiliul Local al municipiului Câmpina a aprobat „asocierea cu Consiliul Județean Prahova și Comuna Bănești pentru realizarea obiectivului « Amenajare podeț peste râul Doftana »”. Acesta urma să fie un pod pietonal pe structură metalică, prevăzut cu balustradă, având o lungime de aproximativ 250 de metri și o lățime de 1,2 metri. Investiția a fost estimată la 977.450  lei fără TVA, din care 830.980 lei fără TVA valoarea lucrărilor de construcții-montaj, iar Câmpina urma să contribuie cu 5% din valoarea totală. Comuna Bănești a fost desemnată să coordoneze procedura de licitație publică.
Pe 4 aprilie 2017, la solicitarea comunei Bănești, Consiliul Județean Prahova a emis Certificatul de Urbanism nr. 30 pentru construcția podului pietonal. Pe 22 martie 2018, Consiliul Local Câmpina a aprobat actualizarea indicatorilor tehnico-economici „pentru realizarea obiectivului de investiții «  Amenajare podeț peste râul Doftana »”.
Licitația pentru execuție a fost lansată pe 18 decembrie 2018, dar a fost anulată pe 29 martie 2019, deoarece „au fost depuse numai oferte inacceptabile și/sau neconforme”. Valoarea lucrărilor a fost reactualizată la 1.512.341 lei fără TVA, din care 500.000 de lei contribuția Consiliului Județean, și un nou anunț de participare simplificat a fost publicat în SEAP pe 3 aprilie 2019. De această dată licitația s-a derulat în mod corespunzător și a fost câștigată de societatea câmpineană Le Grand G&G.
Pasarela metalică a fost inaugurată pe 21 septembrie 2020, în prezența deputatului liberal Mircea Roșca, a lui Bogdan Toader, președintele Consiliului Județean Prahova, și a altor oficialități locale și județene. Lucrarea are o lungime totală de 285,85 de metri, din care 198 de metri cele 7 deschideri (33 m + 3x22 m + 3x33m), iar diferența o reprezintă rampele de acces la pod, realizate din umplutură compactată. Structura metalică a tablierului este susținută de cele două culei, ranforsate cu ziduri de gabioane, și de șase pile din beton. Lățimea exterioară a pasarelei este de 1,70 metri.

## Monument istoric
În ciuda vechimii sale, a valorii sale arhitecturale și a faptului că este cel mai lung pod de piatră existent în România, podul peste Doftana de la Bănești nu a fost niciodată înscris în lista monumentelor istorice din județul Prahova. Discuțiile despre reabilitarea sa cu fonduri europene au fost abandonate, considerându-se că finanțarea nu va putea fi atrasă tocmai din această cauză. Lipsa fondurilor necesare a fost în general motivul invocat pentru renunțarea la ideea refacerii și consolidării podului de piatră.
Cu câteva luni înainte de prăbușire, mai multe persoane grupate în jurul asociațiilor „Re:Rise - Asociația pentru Reducerea Riscului Seismic” și ARCEN au inițiat demersuri în vederea alcătuirii dosarului pentru clasarea podului peste Doftana ca monument istoric. Au existat discuții în acest sens cu Institutul Național al Patrimoniului și cu asociația Ambulanța pentru Monumente – Muntenia Nord, urmând ca în primăvara anului 2021 podul să fie scanat 3D, apoi depus dosarul de clasare.
Cele două asociații au inițiat procedurile pentru declararea în regim de urgență a podului peste Doftana ca monument istoric, cerere susținută în acel moment și de Institutul Național al Patrimoniului. Conform organizațiilor, Direcția Județeană pentru Cultură Prahova ar fi contactat reprezentanții Institutului Național al Patrimoniului, pe care i-a anunțat că în scurt timp urma să fie declanșată procedura de includere a podului pe lista monumentelor istorice.
În vara anului 2021, Direcția Județeană pentru Cultură Prahova a înștiințat primăriile Bănești și Câmpina despre declanșarea procedurilor de clasare în Lista Monumentelor Istorice. Prin adresa nr. 52/16.07.2021, Direcția Județeană pentru Cultură Prahova a făcut cunoscut primăriei Bănești, în calitate de „proprietar al obiectivului”, faptul că, „de la data comunicării către proprietar [...] a declanșării procedurii de clasare și până la publicarea ordinului de clasare sau până la comunicarea neclasării, după caz, dar nu mai mult de 12 luni, bunului imobil în cauză i se aplică regimul juridic al monumentelor istorice”. În ciuda celor două adrese, întocmite „în temeiul art.14 alin (1) din Legea nr. 422/2001 privind protejarea monumentelor istorice”, Direcția Județeană pentru Cultură Prahova nu a anunțat nici după expirarea celor 12 luni care este stadiul procedurilor de clasare.